# Parndecha Ngernprasert
Parndecha Ngernprasert (thailändisch ปาณเดชา เงินประเสริฐ, * 22. Oktober 1994 in Samut Prakan), ehemals Suban Ngernprasert (thailändisch สุบรรณ เงินประเสริฐ), auch als  Bas (thailändisch บาส) bekannt, ist ein thailändischer Fußballspieler.

## Karriere

### Verein
Parndecha Ngernprasert erlernte das Fußballspielen beim damaligen Drittligisten Rangsit FC. Hier unterschrieb er 2012 seinen ersten Vertrag. Nach einem Jahr wechselte er nach Bangkok und schloss sich dem Erstligisten Bangkok Glass an. 2014 gewann er mit Bangkok Glass den FA Cup. Mitte 2016 wechselte er zum Ligakonkurrenten Suphanburi FC nach Suphan Buri. Für Suphanburi bestritt er 50 Erstligaspiele. Im Mai 2021 unterschrieb er einen Vertrag beim Erstligaaufsteiger Khon Kaen United FC. Am Ende der Saison 2024/25 wurde er mit Khon Kaen Tabellenletzter und musste somit in die zweite Liga absteigen.

### Nationalmannschaft
Von 2011 bis 2012 spielte Parndecha Ngernprasert dreimal in der thailändischen U-19-Nationalmannschaft. Einmal trug er das Trikot der U-23-Nationalmannschaft.

## Erfolge
Bangkok Glass FC
Thailändischer Pokalsieger: 2014